# Maison du sport international
La Maison du sport international est un bâtiment situé à Lausanne dans le canton de Vaud en Suisse. Ce bâtiment regroupe des fédérations sportives internationales, des organisations sportives internationales et des sociétés spécialisées dans le sport. 

## Histoire
En 2001, la Ville de Lausanne prend la décision de construire une Maison du sport international. Une société, Maison du Sport International SA, est créée à parts égales entre la Ville de Lausanne, le canton de Vaud et le Comité international olympique. Un concours d'architecte est organisé en 2001. Les travaux commencent au printemps 2005. Le bâtiment est inauguré le 23 juin 2006. Une quatrième aile est inaugurée le 26 mai 2011.

## Fédérations sportives
- Association internationale de boxe amateur
- Confédération internationale de baseball et softball
- Fédération aéronautique internationale
- Fédération internationale de judo
- Fédération internationale de sambo
- Fédération internationale de bobsleigh et de tobogganing
- Union Européenne de Cyclisme
- Fédération internationale d'escrime
- Fédération internationale des sociétés d'aviron
- Fédération internationale du sport universitaire
- World Archery Federation
- Fédération internationale de canoë
- International Golf Federation
- Fédération internationale de triathlon
- Fédération internationale d'haltérophilie
- Fédération mondiale de Bridge
- World series of boxing
- World Taekwondo Federation
- Fédération internationale de squash